# Sara Neil
Sara Neil (nascida em 2 de setembro de 1960) é uma ex-ciclista canadense que competia em provas de ciclismo de estrada. Ela conquistou uma medalha de bronze nos Jogos Pan-Americanos de Indianápolis 1987, competindo na prova de estrada. Também representou o Canadá nos Jogos Olímpicos de Verão de 1988 em Seul, competindo na mesma prova, no qual terminou em trigésimo nono lugar.